# Райо Оклахома-Сіті
Райо Оклахома-Сіті (англ. Rayo Oklahoma City, також Rayo OKC) — професіональний футбольний клуб з Оклахома-Сіті (США), що провів один сезон у Північноамериканській футбольній лізі –  футбольному дивізіоні 2-го рівня США і Канади.
Про створення команди було оголошено у листопаді 2015 року. Було повідомлено, що основним власником клубу буде власник іспанського клубу «Райо Вальєкано» Рауль Мартін Преса. «Райо Оклахома-Сіті» мав почати виступи у NASL з весни 2016 року.
У своєму першому сезоні в лізі «Райо» посів 4-е місце у зведеній таблиці і вийшов до стадії плей-оф, де зазнав поразки від Нью-Йорк Космос. В сезоні за команду зіграли такі гравці як Йоргос Самарас, Дерек Боатенг. Домашні матчі команда проводила на стадіоні середньої школи міста Юкон. В осінній частині головним тренером був Херард Нус, котрий на той час був також заступником технічного директора «Райо Вальєкано».
В листопаді 2016 року ЗМІ повідомили, що «Райо Оклахома-Сіті» не представлений на зустрічі власників команд NASL, що було ознакою того, що клуб не виступатиме у сезоні 2017 року. Контракти з усіма гравцями було скасовано.